# Lucius Aelius Oculatus

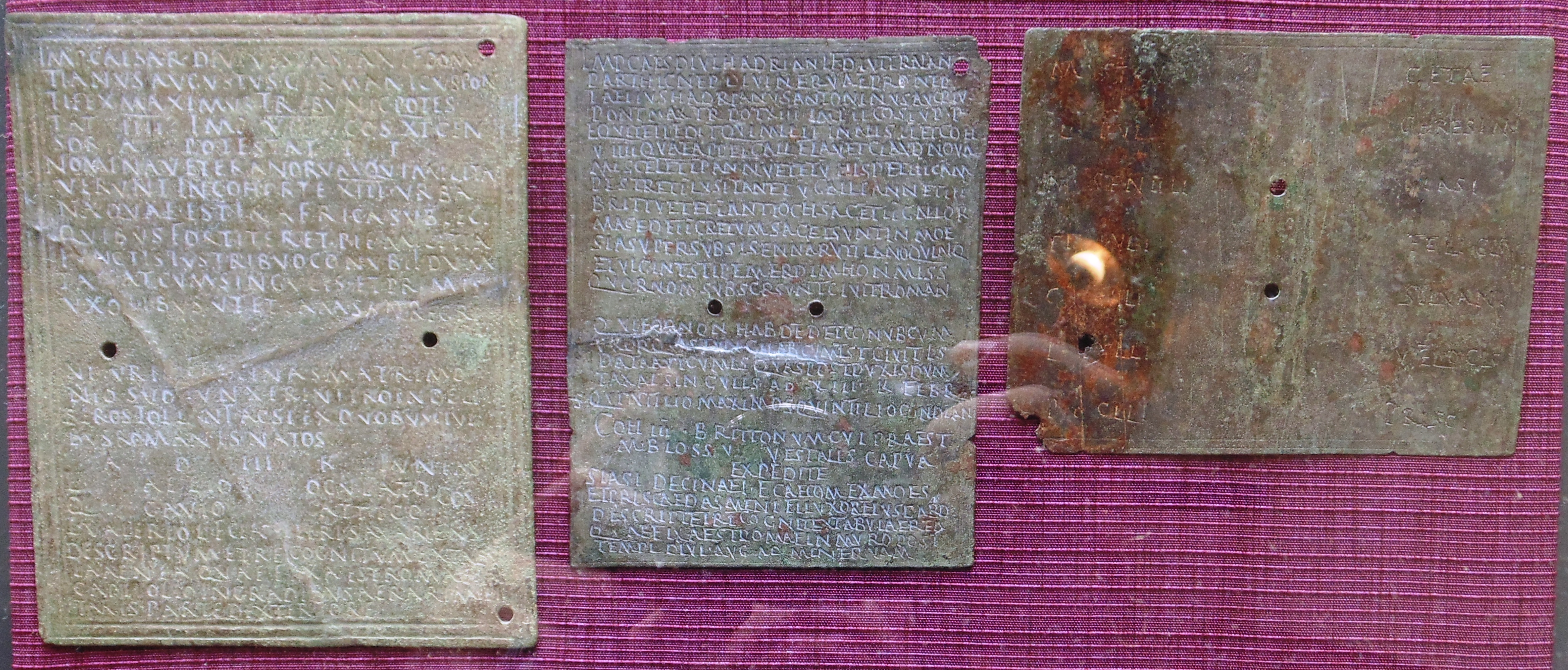
Das Militärdiplom ist links das erste der drei abgebildeten Diplome

Lucius Aelius Oculatus war ein im 1. Jahrhundert n. Chr. lebender römischer Politiker.
Durch zwei Militärdiplome, die auf den 30. Mai 85 datiert sind, ist belegt, dass Oculatus 85 zusammen mit Quintus Gavius Atticus Suffektkonsul war. Sein Name ist auch in den Fasti Ostienses partiell erhalten. Er war vermutlich der Vater oder Bruder der Vestalinnen, die von Domitian zum Tode verurteilt wurden.